# 메리카 포로탠

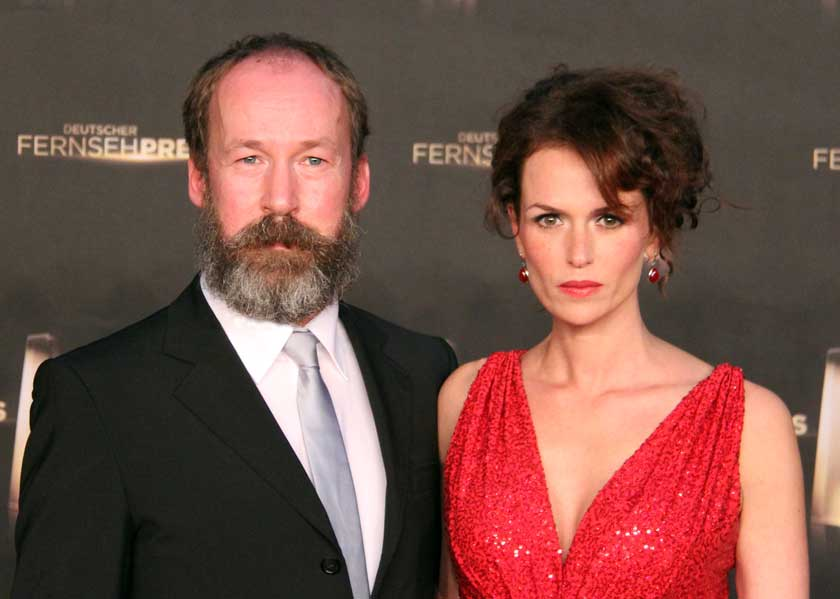

멜리카 포루탄(Melika Foroutan, 1976년 1월 1일 ~ )은 독일의 배우, 영화배우이다.
테헤란에서 태어났다.

## 영화
- 더 굿 캅 (2017년)
- 더 맘바 (2014년)
- 어몽 에너미 (2013년)
- 66/67 (2009년)
- 팔레르모 슈팅 (2008년)
- 세 명의 여행자 (2007년)